# São Miguel das Missões (missie)
São Miguel das Missões is een voormalige jezuïtische missie in Brazilië. De ruïnes van deze missie staan sinds 1983 op de Werelderfgoedlijst van UNESCO.
De missie werd gebouwd tussen ongeveer 1735 en 1745 en bevindt zich nu in de gelijknamige plaats São Miguel das Missões in Rio Grande do Sul, de zuidelijkste deelstaat van Brazilië. Het doel van de jezuïeten was om met deze missie de plaatselijke Guaraní-indianen te bekeren en hen te beschermen tegen de Spaanse en Portugese slavenhandelaars. De missie was vernoemd naar de aartsengel Michael.
Met het Verdrag van Madrid in 1750 gingen São Miguel das Missões en zes andere jezuïtische missies in Zuid-Amerika over in Portugese handen, en in 1754 moesten de jezuïeten de missies afstaan. De Guaraní-indianen weigerden echter de missies te verlaten. In de daaropvolgende Guaraní-oorlog (1754-1756) werden de indianen verslagen en de missies bezet door Spaanse en Portugese troepen. São Miguel das Missões werd verlaten en veranderde in een ruïne.
De film The Mission (1986), bekroond met een Gouden Palm en een Oscar, is gebaseerd op deze historische gebeurtenissen. Voor de film werd São Miguel das Missões op een filmset nagebouwd zoals het er waarschijnlijk in de 18e eeuw uitzag.
São Miguel das Missões werd in 1983 opgenomen in de Werelderfgoedlijst. Een jaar later werd het gecombineerd met de overblijfselen van enkele jezuïetenmissies in Argentinië tot een gezamenlijk werelderfgoed, de Jezuïetenmissies van de Guaraní.
De kathedraal van de nabijgelegen stad Santo Ângelo, gebouwd in de jaren 1920, is gemodelleerd naar de kerk van São Miguel das Missões.

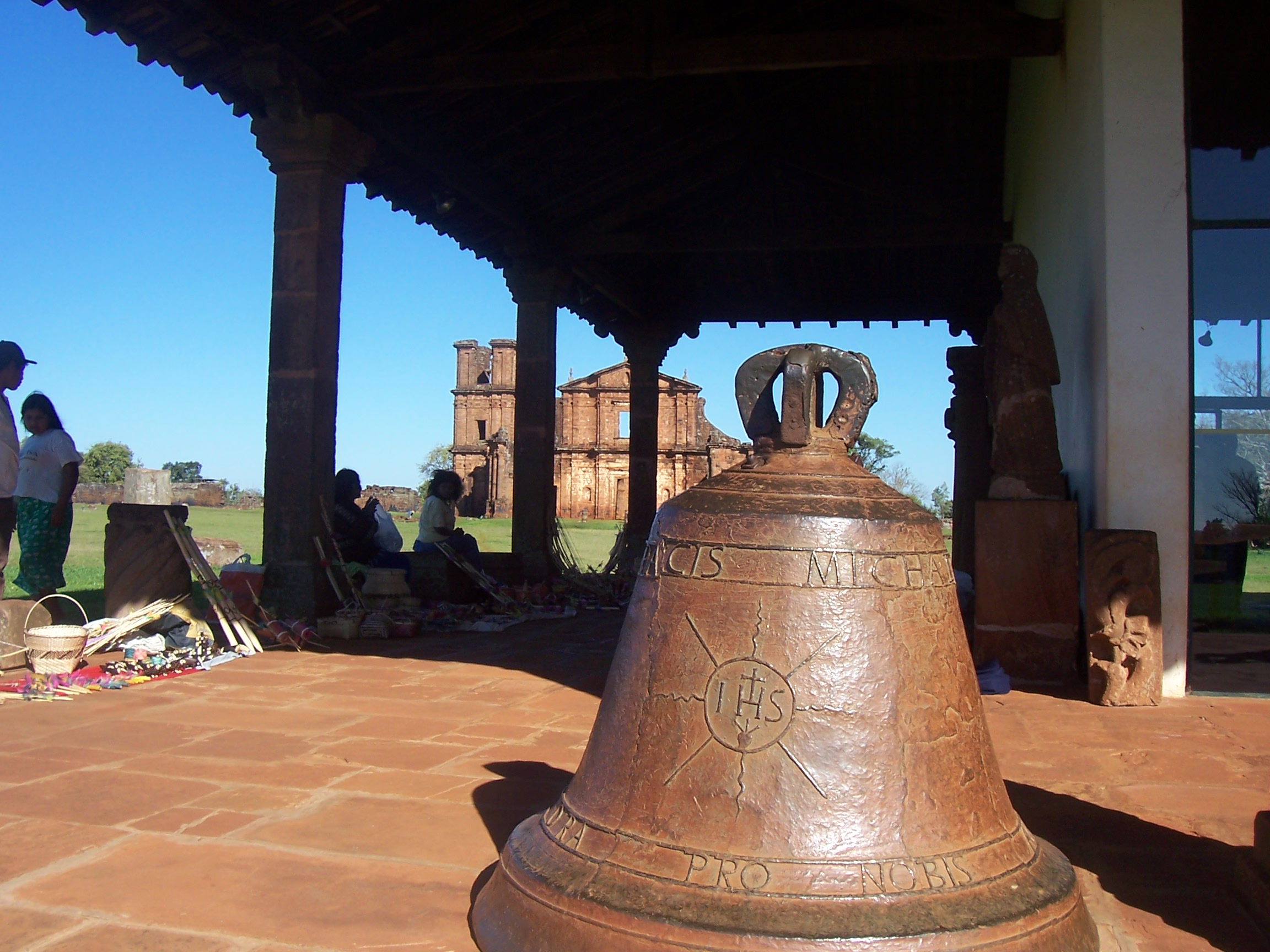
Oude kerkklok